# Chaska
Chaska (кечуа ch'aska — «Венера») — перуанская группа, играющая в жанре фолк-метал. Основана в 2002 году.

## История
Первый концерт группы состоялся летом 2002 года в Арекипе.
В декабре 2002 года коллектив принял участие в соревновании, проводимой местной радиостанцией и получил в качестве награды право на запись двух песен в звукозаписывающей компании.
В феврале 2003 года группа выпускает демо под названием «Chaska», в которое вошли две песни «Sweet Lover» и «Imperio Caido». С этой демозаписью группа выступает по всему Перу и ближним странам. Одним из концертов был в Арике в Чили, после которого музыканты были приглашены на разогрев к Sepultura в Ла-Пасе в Боливии.
В середине 2005 года группа сняла клип на песню «Imperio Caido» для местной телевизионной программы.
В середине 2007 года на своей странице на MySpace группа представила промо-CD с двумя новыми песнями: «Bicolour Cannibalism» и «Tuta Ch’aska», а дебютный полноформатный альбом «Pururauca» был издан перуанским лейблом «Mythic Productions Metal» в 2009 году. Этот альбом принёс группе широкую известность по всей стране и за рубежом.

## Состав

### Текущий состав
- Карло Алонсо Рафо / Carlo Alonso Raffo — вокал, гитара (с 2002-)
- Marcelo Huacpe — народные инструменты (c 2006-)
- Carlos Llosa — бас-гитара (c 2009-)
- Fabian Flores Castro — ударные, (с 2011-)
- Christian Aguirre — гитара (с 2012-)

## Издания

### Дискография
| Год  | Название                  | Лейбл                    |
| ---- | ------------------------- | ------------------------ |
| 2003 | Ch’aska (демо)            |                          |
| 2007 | Bicolour Cannibalism (EP) |                          |
| 2009 | Pururauca                 | Mythic Metal Productions |

### Видеоклипы
- Imperio Caido (2005)
- Bicolour Cannibalism (2009)